# اینابا شیگه‌میچی
اینابا شیگه‌میچی (به ژاپنی: 稲葉 重通 いなば しげみち))، ، یک فرمانده نظامی و دایمیو از دوره سنگوکو تا دوره آزوچی-مومویاما. پسر بزرگ اینابا یوشی‌میچی بود. او عمو و پدرخوانده کاسوگا نو تسوبونه  بود.